# فرودگاه بین‌المللی ال. اف. وید
فرودگاه بین‌المللی ال.اف. وید  (به انگلیسی: L.F. Wade International Airport) یک فرودگاه همگانی با کد یاتا BDA است که یک باند فرود آسفالت دارد و طول باند آن ۲۹۴۷ متر است. این فرودگاه در کشور برمودا قرار دارد.

## شرکت‌های هواپیمایی و مقصدهای پروازی

### مسافری
| شرکت‌های هواپیمایی | مقصدهای پروازی                                                               |
| ----------------- | ---------------------------------------------------------------------------- |
| ایر کانادا        | پیرسون تورنتو                                                                |
| امریکن ایرلاینز   | میامی، جان اف کندی، فیلادلفیا فصلی: شارلوت داگلاس، ملی رونالد ریگان واشینگتن |
| بریتیش ایرویز     | گاتویک                                                                       |
| دلتا ایرلاینز     | هارتسفیلد-جکسون آتلانتا، لوگان، جان اف کندی                                  |
| جت‌بلو             | لوگان، جان اف کندی                                                           |
| یونایتد ایرلاینز  | فصلی: لیبرتی نیوآرک                                                          |
| وست جت            | پیرسون تورنتو                                                                |

### باری
| شرکت‌های هواپیمایی | مقصدهای پروازی |
| ----------------- | -------------- |
| Cargojet Airways  | لیبرتی نیوآرک  |